# Bossangoa
Bossangoa er en by i det vestlige Centralafrikanske Republik, med et indbyggertal (pr. 2003) på cirka 36.000. Byen ligger godt 300 kilometer nord for hovedstaden Bangui.